# محمودآباد (خداآفرین)
محمودآباد یکی از روستاهای استان آذربایجان شرقی است که در دهستان گرمادوز شرقی بخش منجوان شهرستان خداآفرین واقع شده‌است. این روستا شمالی ترین نقطه استان آذربایجان شرقی از لحاظ مختصات جغرافیایی و مسکونی بودن است.